# Dan Gilvezan
Dan Gilvezan est un acteur américain né le 26 octobre 1950 à Saint-Louis, Missouri (États-Unis).

## Filmographie

### Cinéma
- 1986 : La Guerre des robots (The Transformers: The Movie) de Shin Nelson : Bumblebee (voix)
- 1987 : G.I. Joe: The Movie (vidéo) : Slip Stream (voix)

### Télévision
- 1983 : Grace Kelly (téléfilm) : Reporter #3
- 1984 : Transformers (série télévisée) : Bumblebee / Goldbug / Hot Spot / Outback (I) / Rollbar / Scamper / Skids (II) / Snapdragon (voix)
- 1985 : G.I. Joe (série télévisée) : Slip-Stream (voix)
- 1985 : Jem et les Hologrammes (série télévisée) : Fitzgerald Beck / Sean Harrison (voix)
- 1986 : Les Pitous (Pound Puppies) (série télévisée) : Cooler (voix)
- 1986 : Sectaurs (série télévisée) : Dargon / Dragonflyer (voix)
- 1986 : G.I. Joe: Arise, Serpentor, Arise! (téléfilm) : Slip-Stream (voix)
- 1987 : Spiral Zone (série télévisée) : Dirk Courage
- 1988 : Scooby-Doo : Agence Toutou Risques (A Pup Named Scooby-Doo) (série télévisée) : voix additionnelles (voix)
- 1988 : Dino Riders (série télévisée) : Questar (voix)
- 1989 : Ring Raiders (en) (série télévisée) : Victor Vector (voix)
- 1989 : Pryde of the X-Men (téléfilm) : voix additionnelles (voix)
- 1990 : Super Baloo (TaleSpin) (série télévisée) : voix additionnelles (voix)
- 1990 : She-Wolf of London (en) (série télévisée) : Skip Seville (1991)
- 1993 : Family Dog (série télévisée) : voix additionnelles (voix)
- 1994 : White Mile (téléfilm) : Goldberg
- 1995 : La Colonie (en) (The Colony) (téléfilm) : Steve Barnett